# Ogawa Yoshizumi
Yoshizumi Ogawa (小川 佳純 Ogawa Yoshizumi, sinh ngày 25 tháng 8 năm 1984 ở Tokyo) là một cầu thủ bóng đá người Nhật Bản thi đấu cho câu lạc bộ Nhật Bản Sagan Tosu.

## Sự nghiệp

### Câu lạc bộ
Ogawa được giải phóng từ Nagoya Grampus sau 10 năm với câu lạc bộ ngày 10 tháng 11 năm 2016 kể từ khi câu lạc bộ xuống chơi tại J2 League.

## Thống kê sự nghiệp

### Câu lạc bộ
Cập nhật đến ngày 23 tháng 2 năm 2017.
| Câu lạc bộ          | Mùa giải            | Giải vô địch        | Giải vô địch | Giải vô địch | Cúp Quốc gia | Cúp Quốc gia | Cúp Liên đoàn | Cúp Liên đoàn | Châu lục | Châu lục  | Tổng    | Tổng      |
| Câu lạc bộ          | Mùa giải            | Hạng đấu            | Số trận      | Bàn thắng    | Số trận      | Bàn thắng    | Số trận       | Bàn thắng     | Số trận  | Bàn thắng | Số trận | Bàn thắng |
| ------------------- | ------------------- | ------------------- | ------------ | ------------ | ------------ | ------------ | ------------- | ------------- | -------- | --------- | ------- | --------- |
| Nagoya Grampus      | 2007                | J1 League           | 11           | 2            | 2            | 0            | 2             | 0             | -        | -         | 15      | 2         |
| Nagoya Grampus      | 2008                | J1 League           | 33           | 11           | 3            | 0            | 9             | 2             | -        | -         | 45      | 13        |
| Nagoya Grampus      | 2009                | J1 League           | 33           | 3            | 5            | 0            | 2             | 1             | 10       | 5         | 50      | 9         |
| Nagoya Grampus      | 2010                | J1 League           | 34           | 2            | 2            | 1            | 6             | 0             | -        | -         | 42      | 3         |
| Nagoya Grampus      | 2011                | J1 League           | 34           | 3            | 3            | 1            | 2             | 0             | 7        | 0         | 46      | 4         |
| Nagoya Grampus      | 2012                | J1 League           | 31           | 1            | 4            | 2            | 2             | 0             | 5        | 0         | 42      | 3         |
| Nagoya Grampus      | 2013                | J1 League           | 33           | 9            | 1            | 0            | 4             | 0             | -        | -         | 38      | 9         |
| Nagoya Grampus      | 2014                | J1 League           | 25           | 3            | 4            | 1            | 4             | 2             | -        | -         | 33      | 6         |
| Nagoya Grampus      | 2015                | J1 League           | 32           | 1            | 0            | 0            | 4             | 1             | -        | -         | 36      | 2         |
| Nagoya Grampus      | 2016                | J1 League           | 20           | 1            | 1            | 0            | 6             | 0             | -        | -         | 27      | 1         |
| Nagoya Grampus      | Tổng                | Tổng                | 286          | 36           | 25           | 5            | 41            | 6             | 22       | 5         | 374     | 52        |
| Tổng cộng sự nghiệp | Tổng cộng sự nghiệp | Tổng cộng sự nghiệp | 286          | 36           | 25           | 5            | 41            | 6             | 22       | 5         | 374     | 52        |

## Danh hiệu
Club
- J. League Division 1 - 2010
- Siêu cúp Nhật Bản - 2011

Cá nhân
- Lính mới xuất sắc nhất năm của J. League - 2008
- J. League Đội hình tiêu biểu - 2008